# 5971 Тікелл
5971 Тікелл (5971 Tickell) — астероїд головного поясу, відкритий 12 липня 1991 року.
Тіссеранів параметр щодо Юпітера — 3,364.